# SMYD4
SMYD4‏ (SET and MYND domain containing 4) هوَ بروتين يُشَفر بواسطة جين SMYD4 في الإنسان.